# بداء
البداء من المسائل الكلامية المتفرعة عن أصل التوحيد، وهو في اللغة بمعنى الظهور والإبانة بعد الخفاء، يقال: «بدا له؛ أي ظهر له ما كان خافيًا عنه، أو إنشاء الرأي الجديد الذي لم يكن يعلمه من قبل، فهو مستلزم للجهل، وحدوث علم جديد بعد جهله به». أمّا في الاصطلاح «:فيراد به التغيير والتبديل في الأخبار التي في علم الغيب وأخبر عن وقوعها الرسول، أي في مصير وأقدار العباد وذلك تبعاً لأعمالهم الحسنة والسيئة»، والبداء من المسائل التي اختلف فيها المذاهب الإسلامية، ففي حين يعتبر من الاعتقادات المسلّم بها عند مذهب الإمامية الأثنى عشرية، فقد أنكره المذهب السنّي إنكاراً شديداً ويجوزون النسخ.

## البداء عند الإمامية
قال المفيد في رسالته التي شرح فيها رسالة الصدوق في الاعتقادات: «والأصل في البداء هو الظهور، قال تعالى في سورة الزمر : " وَبَدَا لَهُم مِّنَ اللَّهِ مَا لَمْ يَكُونُوا يَحْتَسِبُونَ " أي ظهر لهم من أفعال الله ما لم يكن في حسابهم وتقديرهم، وقال في السورة المذكورة : " وَبَدَا لَهُمْ سَيِّئَاتُ مَا كَسَبُوا وَحَاقَ بِهِم " أي ظهر لهم جزاء كسبهم وبان لهم.»
وأضاف إلى ذلك:«ان العرب تقول : قد بدا لفلان عمل حسن، وكلام فصيح، كما يقولون بدا من فلان، فتكون اللام بمعنى من وقائمة مقامها، والمعنى في قول الإمامية بدا لله كذا أي ظهر له فيه، وبتقدير ان اللام بمعنى من، يكون المراد من هذه الكلمة، ظهر منه . وقد أكد هذا المعنى الشيخ الكراجكي في كنز الفوائد حيث قال : ان المراد من البداء ان يظهر للناس خلاف ما توهموه، وينكشف لهم في - ما كانوا يعتقدون من دوام الأمر واستمراره، وسمي هذا النوع بالبداء لمشابهته لمن يأمر بالشيء أو يخبر به ثم ينهى عنه في وقته.»
وتفسير البداء بهذا المعنى ليس بعيدا عن مفاد بعض الروايات التي جاء فيها انه من علم الله المكنون الذي لم يظهر لأحد، حتى للأنبياء والمرسلين، وانه من أفضل ما عبد به الله إلى غير ذلك من المرويات التي ربطت بين الإيمان به
والإيمان الأكيد بالله، ذلك بأن هذا التفسير للبداء، مفاده ان ما ظهر للناس هو من علمه المكنون الذي لم يطلع عليه أحدا من عباده ولم يكن محتسبا ظهوره أو مظنونا وقوعه، وافتراض البداء من هذا العلم لا بد وان يقترن بالإقرار
والاعتراف لله سبحانه بالإحاطة بكل شيء والقدرة المطلقة التي لا تحيط بها الظنون ولا تحدها الأوهام، وإذا بلغ الإنسان من الإيمان بالله إلى هذه المرتبة يصبح في أعلى درجات الإيمان وفي مصاف الأولياء والصديقين الذين يراقبون الله في جميع حالاتهم وتصرفاتهم.
ومما يؤكد ارادة هذا المعنى من البداء، ما جاء في أوائل المقالات للمفيد. حيث قال: وانما يوصف من أفعاله بالبداء ما لميكن محتسبا ظهوره أو مظنونا وقوعه، اماما علم كونه، أو غلب في الظن حصوله فلا يستعمل فيه لفظ البداء. هذا مع العلم بأن نسبة البداء إلى الله والحالة هذه لا تخلو من التجوز كما نص على ذلك الكراجكي في كنز الفوائد.
ولو تغاضينا عن كل ذلك وقلنا ان البداء المنسوب إليه من صفاته تعالى، فلا بد وان يكون المراد منه حين ينسب إليه انه قادر على ان يرفع وبضع ويمحو ويثبت، واثبات القدرة له بهذا النحو لا يعني تجددا في علمه ولا تغييرا في ارادته، ذلك لان علمه وارادته يتعلقان بالأشياء بما هي مقدوره له وتحت تصرفه وسلطانه.

### البداء بمعنى الظهور
والمتحصل من سبق يتضح ان البداء الذي هو بمعنى الظهور بعد الخفاء والعلم بعد الجهل لا تعتقد به الإمامية، ونسبته إلى الله فيما لو قلنا بدا لله كذا أي ظهر من الله ما كان خافيا على جميع مخلوقاته ولم يكن في حسابهم. ومما يدل على ذلك:
قوله تعالى:﴿إِنَّ اللَّهَ لَا يَخْفَى عَلَيْهِ شَيْءٌ فِي الْأَرْضِ وَلَا فِي السَّمَاءِ ۝٥﴾ [آل عمران:5] وقوله:﴿رَبَّنَا إِنَّكَ تَعْلَمُ مَا نُخْفِي وَمَا نُعْلِنُ وَمَا يَخْفَى عَلَى اللَّهِ مِنْ شَيْءٍ فِي الْأَرْضِ وَلَا فِي السَّمَاءِ ۝٣٨﴾ [إبراهيم:38]
قول جعفر الصادق:«(من زعم أن الله بدا له في شيء اليوم لم يعلمه أمس فابرؤا منه)»، وقال أيضا:«( من زعم أن الله بدا له في شيء بداء ندامة، فهو عندنا كافر بالله العظيم)».
وقد نسب البعض من علماء المسلمين اعتقاد الشيعة الإمامية بهذا المعنى القريب من البداء، كما جاء عن الرازي في تفسيره لقوله تعالى:﴿يَمْحُو اللَّهُ مَا يَشَاءُ وَيُثْبِتُ وَعِنْدَهُ أُمُّ الْكِتَابِ ۝٣٩﴾ [الرعد:39]؛ قوله: قالت الرافضة: البداء جائز على الله تعالى، وهو أن يعتقد شيئاً ثم يظهر له أن الأمر بخلاف ما اعتقده، وتمسكوا فيه بقوله:(يمحوا الله مايشاء ويثبت).

## أدلة الأمامية على عقيدة البداء

### القرآن الكريم
قوله تعالى:﴿وَلَوْ أَنَّ لِلَّذِينَ ظَلَمُوا مَا فِي الْأَرْضِ جَمِيعًا وَمِثْلَهُ مَعَهُ لَافْتَدَوْا بِهِ مِنْ سُوءِ الْعَذَابِ يَوْمَ الْقِيَامَةِ وَبَدَا لَهُمْ مِنَ اللَّهِ مَا لَمْ يَكُونُوا يَحْتَسِبُونَ ۝٤٧﴾ [الزمر:47] وقوله:﴿وَبَدَا لَهُمْ سَيِّئَاتُ مَا كَسَبُوا وَحَاقَ بِهِمْ مَا كَانُوا بِهِ يَسْتَهْزِئُونَ ۝٤٨﴾ [الزمر:48] وقوله:﴿يَمْحُو اللَّهُ مَا يَشَاءُ وَيُثْبِتُ وَعِنْدَهُ أُمُّ الْكِتَابِ ۝٣٩﴾ [الرعد:39]

### السنة النبوية
- قال جعفر بن محمد الصادق: "«مَا بَعَثَ اللَّهُ نَبِيّاً حَتَّى يَأْخُذَ عَلَيْهِ ثَلَاثَ خِصَالٍ : الْإِقْرَارَ لَهُ بِالْعُبُودِيَّةِ، وَ خَلْعَ الْأَنْدَادِ، وَ أَنَّ اللَّهَ يُقَدِّمُ مَا يَشَاءُ وَ يُؤَخِّرُ مَا يَشَاءُ» "[10]

- قال جعفر الصادق:"«لو يعلم الناس مافي القول بالبداء من الأجر مافتروا عن الكلام فيه"».[11]

## أقوال علماء الأمامية في البداء
- المفيد: «فأمّا إطلاق لفظ البداء فإنّما صرت إليه بالسمع الوارد عن الوسائط بين العباد وبين الله عز وجل، ولو لم يرد به سمع أعلم صحته ما استجزت إطلاقه كما أنّه لو لم يرد على سمع بأن الله تعالى يغضب ويرضى ويحب ويعجب لما أطلقت ذلك عليه سبحانه، ولكنه لمّا جاء السمع به صرت إليه على المعاني التي لا تأباها العقول، وليس بيني وبين كافة المسلمين في هذا الباب خلاف، وإنّما خالف من خالفهم في اللفظ دون ماسواه، وقد أوضحت عن علتي في إطلاقه بما يقصر معه الكلام، وهذا مذهب الإمامية بأسرها وكل من فارقها في المذهب ينكره على ماوصفت من الاسم دون المعنى ولايرضاه».[12]
- الطوسي:««البداء حقيقته في اللغة هو الظهور ولذلك يقال بدا لنا سور المدينة وبدا لنا وجه الرأي... فأما إذا اُضيفت هذه اللفظة إلى اللّه تعالى، فمنه ما يجوز اطلاقه عليه ومنه ما لا يجوز، فأما ما يجوز من ذلك فهو ما أفاد النسخ بعينه ويكون اطلاق ذلك عليه على ضرب من التوسع، وعلى هذا الوجه يحمل جميع ما ورد عن الأئمة عليهم السلام من الأخبار المتضمنة لإضافة البداء إلى اللّه تعالى دون ما لا يجوز عليه من حصول العلم بعد إن لم يكن، ويكون وجه اطلاق ذلك فيه تعالى التشبيه، وهو انّه إذا كان ما يدل على النسخ يظهر به للمكلفين ما لم يكن ظاهراً لهم ويحصل لهم العلم به، بعد أن لم يكن حاصلاً لهم، اُطلق على ذلك لفظ البداء»»[13]
- عبد الله شبر:«للبداء معانٍ بعضها يجوز عليه وبعضها يمتنع وهو ـ بالفتح والمد ـ أكثر ما يطلق في اللغة على ظهور الشيء بعد خفائه وحصول العلم به بعد الجهل، واتفقت الاُمة على امتناع ذلك على اللّه سبحانه إلا من لا يعتدّ به، ومن نسب ذلك الي الإمامية فقد افترى عليهم كذباً والإمامية براء منه»[14]
- قال أبو القاسم الخوئي:«(إنّما يكون في القضاء الموقوف المعبر عنه بلوح المحو والإثبات، والالتزام بجواز البداء فيه لا يستلزم نسبة الجهل إلى الله سبحانه وليس في هذا الالتزام ما ينافي عظمته وجلاله).»[15]

## البداء عند أهل السنة والجماعة
يُنكر أهل السنة والجماعة البداء ويعتبرونه كُفرًا صريحًا حيث أنه تستلزم نسب العلم بعد جهل والعجز لله وقال بهذا عدد من أهل العلم مثل عبد القاهر بن طاهر البغدادي:«(وتكفير هؤلاء واجب في إجازتهم على الله البداء، وقولهم بأنه يريد شيئاً ثم يبدو له، وقد زعموا أنه إذا أمر بشيء ثم نسخه فإنما نسخه لأنه بدا له فيه.. وما رأينا ولا سمعنا بنوع من الكفر إلا وجدنا شعبة منه في مذهب الروافض).»، ويفرقون بينه وبين النسخ فالبداء التغيير في الأخبار التي بعلم الغيب بينما النسخ هو التغيير بالشرائع والاحكام.

## الفرق بين البداء والنسخ
يتفق البداء مع النسخ في أصل الفكرة، ويختلفان في المتعلق، حيث يتعلق البداء بالأمور التكوينية بينما يتعلق النسخ بالأمور التشريعية؛ فهو يرتبط بوظائف المكلفين.

## فوائد الاعتقاد بالبداء
إن الاعتقاد بالبداء له آثار متعددة، منها:
- الاعتراف بسلطة الله تعالى على العالم أجمع وقدرته على حدوث العالم وبقائه، ونفاذ إرادته على جميع الوجودات، كذلك يتضح الفرق بين العلم الإلهي وعلم المخلوقين الذين وإن أعطى الله تعالى لبعضهم كالأنبياء العلم إلا أنهم لا يحيطون بما أحاط به علمه تعالى.

- إن الاعتقاد بالبداء يؤيد كون الإنسان مختاراً في أفعاله، وأن لإرادته دخلاً في تغيير القضاء، وتحديد مصيره مبتني على حسن عمله أو سوئه.

- الاعتقاد بالبداء موجبٌ لانقطاع العباد إليه تعالى وطلبهم منه استجابة دعائهم والتوفيق لطاعته والابتعاد عن معصيته، في حين إنكاره يستلزم يأس العبد عن استجابة الله تعالى لدعائه، وإنّه لا نفع من الدعاء والتضرع إليه لتغيير ماجرى عليه قلم التقدير.

## انظر ايضاً
- نسخ (إسلام)
- اللوح المحفوظ
- العدل عند الاثنا عشرية
- الجبر والتفویض

## وصلات خارجية
- كتاب البداء آية عظمة الله
- كتاب البداء في ضوء الكتاب والسنة
- البداء، جعفر السبحاني